# Потлоджі
Потлоджі (рум. Potlogi) — село у повіті Димбовіца в Румунії. Входить до складу комуни Потлоджі.
Село розташоване на відстані 42 км на захід від Бухареста, 41 км на південь від Тирговіште, 143 км на схід від Крайови, 121 км на південь від Брашова.

## Населення
За даними перепису населення 2002 року у селі проживали 2903 особи.
Національний склад населення села:
| Національність | Кількість осіб | Відсоток |
| -------------- | -------------- | -------- |
| румуни         | 2865           | 98,7%    |
| цигани         | 36             | 1,2%     |

Рідною мовою назвали:
| Мова      | Кількість осіб | Відсоток |
| --------- | -------------- | -------- |
| румунська | 2894           | 99,7%    |
| циганська | 8              | 0,3%     |